# Pousada de Baucau

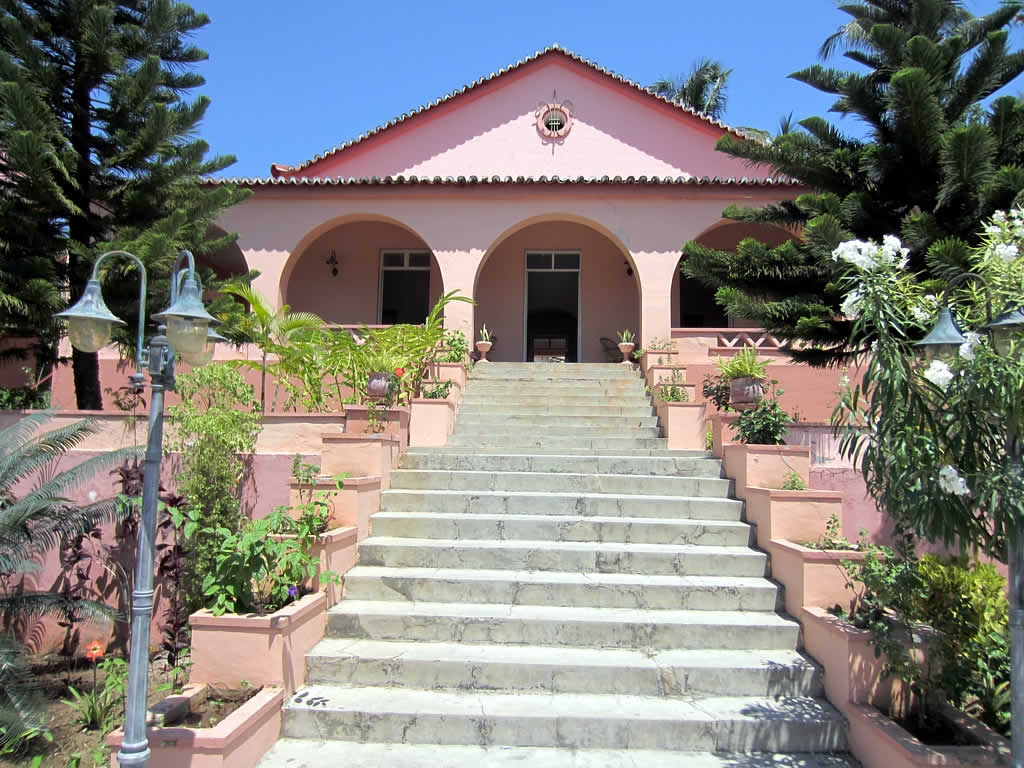
Pousada de Baucau

Die Pousada de Baucau ist eine Herberge in der osttimoresischen Stadt Baucau (Suco Bahu, Verwaltungsamt Baucau, Gemeinde Baucau). Während der indonesischen Besatzungszeit hatte das Hotel den Namen Flamboyan Hotel (andere Schreibweise: Hotel Flamboyant). Die Herberge ist ein rosafarbener Komplex aus drei Gebäuden in der Altstadt, dessen Restaurant einen Blick aufs Meer bietet.

## Geschichte

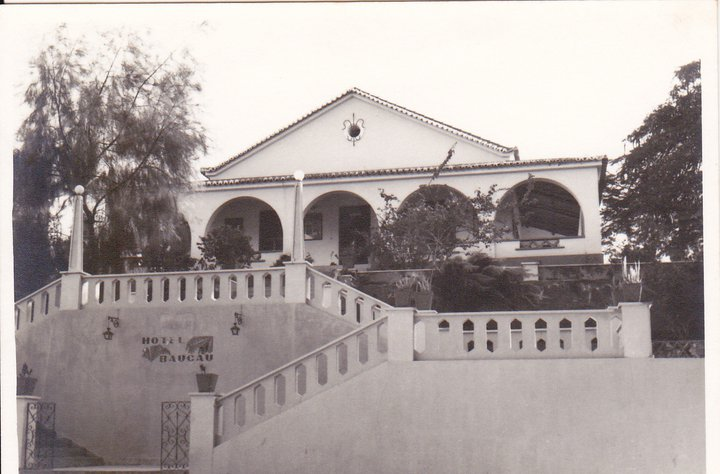
Die Pousada im Jahr 1970

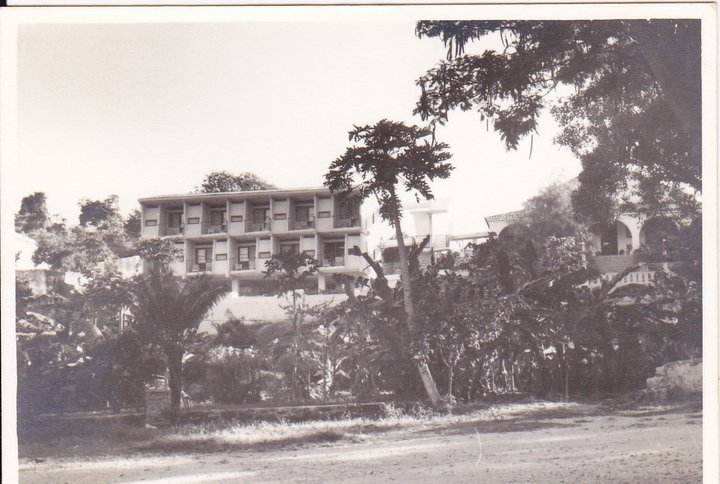
Anbau im Jahr 1970, mit dem Hauptgebäude rechts

Während der portugiesischen Kolonialzeit wurde die Pousada auf heiligem Boden der animistischen Timoresen errichtet. Hier soll ein Heiliges Haus einer Familie gestanden haben, die aber 1948/49 als Rebellen oder Regierungsgegner von der portugiesischen Kolonialverwaltung in Baucau enteignet wurden. Das Grundstück mit dem Schwimmbad soll 1964/66 ebenfalls den ursprünglichen Besitzern durch den Distriktsadministrator weggenommen worden sein. 1959 verkaufte der Gutsbesitzer Venancio Boavida das Grundstück an den portugiesischen Geschäftsmann José Ricardo für etwa 100.000 US-Dollar. Dieser errichtete dort die Herberge (zunächst unter dem Namen Estalagem de Santiago) und eine Seifenfabrik.
Während des Putschversuchs der UDT im August 1975 führte sie zwei Haftzentren im Subdistrikt Baucau. Eines befand sich in der heutigen Pousada de Baucau in Baucau, das zweite in Descascadeira, einer Reismühle in Bahu. Meistens wurden die Gefangenen erst einige Tage in der Pousada gehalten, wo sie von lokalen UDT-Führern verhört wurden. Dann wurden sie zur Descascadeira gebracht. Insgesamt sind 30 FRETILIN-Kämpfer hier gefangen gehalten worden. Sie berichteten von Misshandlungen und Folter. So wurden sie mit Peitschen geschlagen, getreten und verprügelt. Nach dem Sieg der FRETILIN wurden nun an beiden Orten UDT- und APODETI-Anhänger gefangen gehalten. Auch sie berichten von Schlägen.
Am 9. Dezember 1975 besetzten die Indonesier Baucau. Nach dem Einmarsch war das Hotel zunächst eine Kaserne der Indonesier. Die Herberge wurde umbenannt in Flamboyan Hotel nach der erfolgreich beendeten Flamboyan Militäraktion. Die Seifenfabrik wurde zum Munitionslager und Gefängnis. Zwischen 1975 und 1979 wurden hier etwa 80 Gefangene, unter anderen auch Kinder und schwangere Frauen, gefangen gehalten. Vor allem zwischen 1975 und 1976 verschwanden viele Gefangene. Insassen wurden auf verschiedene Weisen gefoltert, zum Beispiel wurden sie im nahe gelegenen Swimming Pool eingetaucht. 1989 wurde das Gefängnis verlegt, doch das Hotel wurde noch bis 1999 als Kaserne und Unterkunft für Armeeangehörige, ihre Familien und Gäste genutzt. Auch offizielle Termine wurden hier abgehalten.
Seit dem 13. Mai 2002 dient die Pousada de Baucau wieder als Herberge und Restaurant. Sie ist das größte und teuerste Hotel am Ort. Das Ambiente ist für osttimoresische Verhältnisse geradezu luxuriös. Eine Nacht kostet hier 70 US-Dollar (Stand 2023).

## Sonstiges
1971 bekam José Maria Vasconcelos eine Anstellung in der Pousada de Baucau. Nur ein Jahr später organisierte er den ersten Streik der Hotelmitarbeiter gegen ungerechte Arbeitsverhältnisse. Vasconcelos verlangte Gehaltserhöhungen, bessere Verpflegung und Respekt gegenüber den Angestellten. Seine Ziele erreichte er nicht. Vasconcelos führte dies darauf zurück, dass das Gericht in Dili Partei für die Arbeitgeber ergriffen hatte. Später kämpfte Vasconcelos unter dem Namen Taur Matan Ruak als Mitglied der FRETILIN gegen die indonesischen Besatzer. Von 2002 bis 2011 war er der erste Oberbefehlshaber der Verteidigungskräfte Osttimors, von 2012 bis 2017 Staatspräsident und seit 2018 ist er Premierminister.

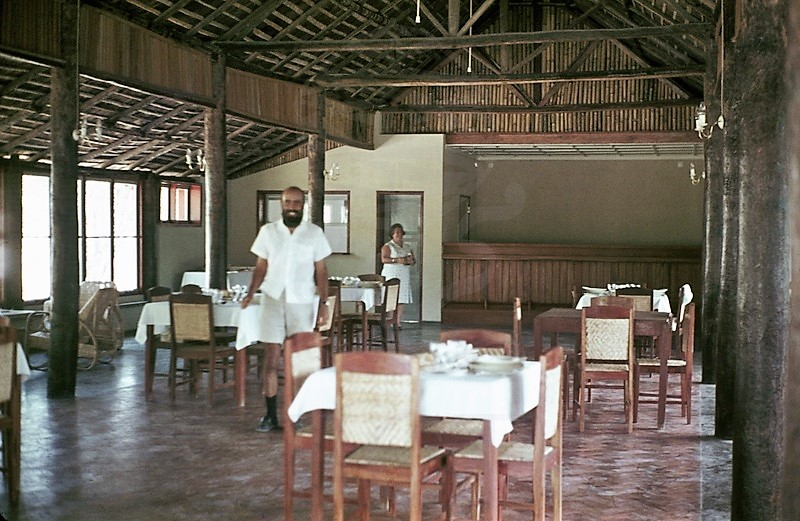
Restaurant der Pousada (1966)
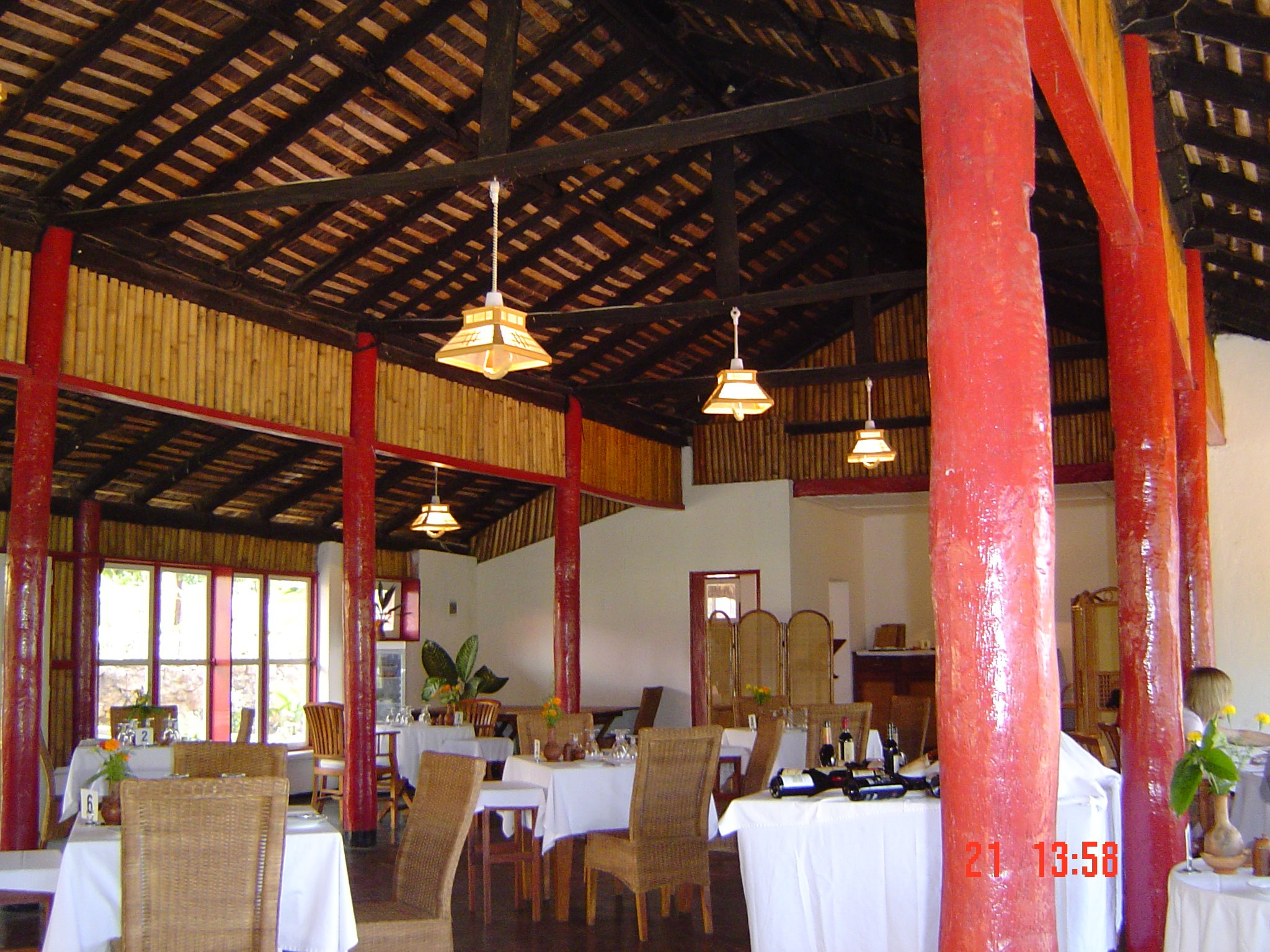
Restaurant der Pousada (2010)
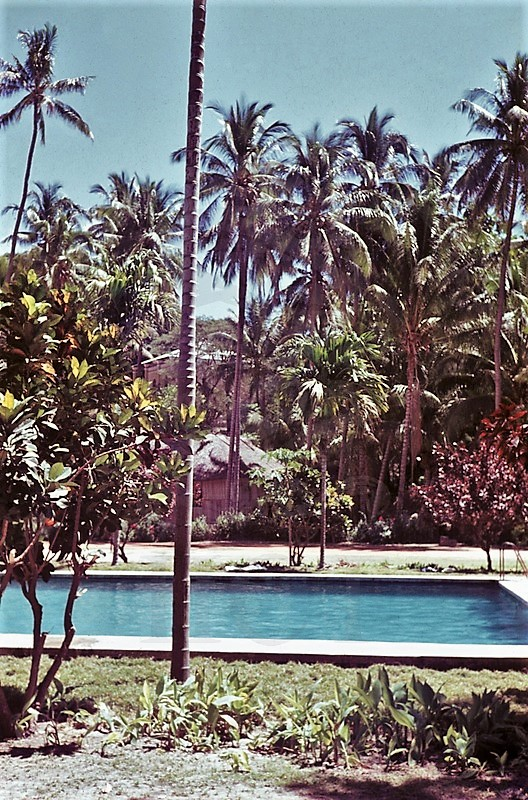
Schwimm-bad (1966)
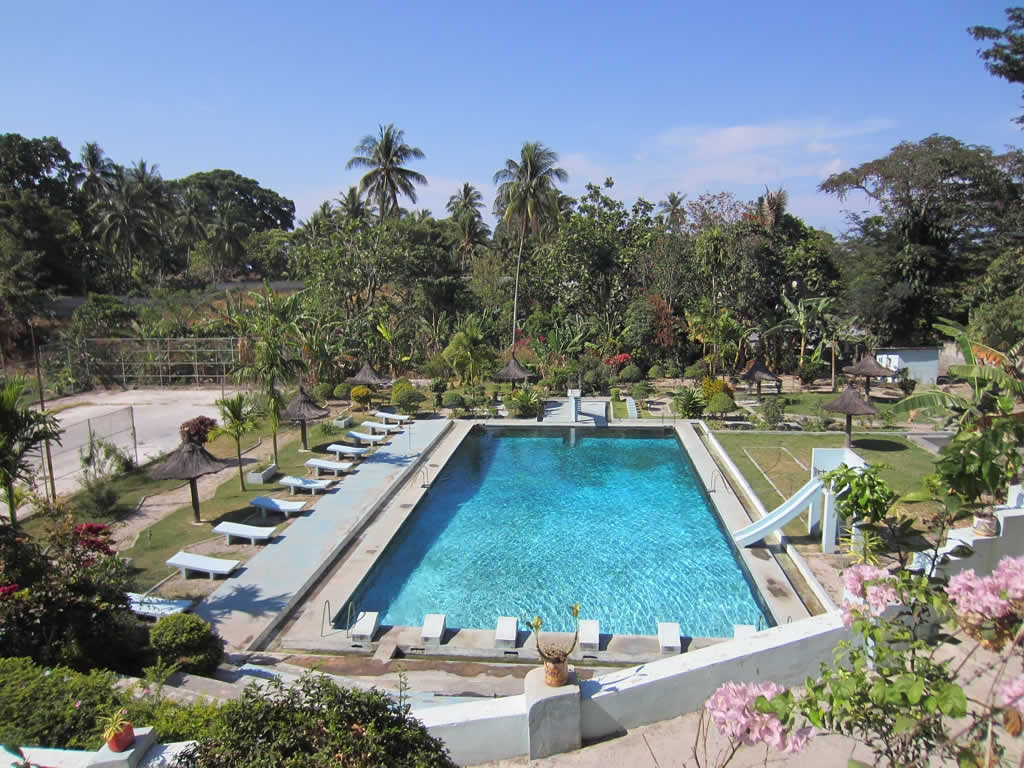
Schwimmbad (2011)